# 仙台城
仙台城是現在日本宮城縣仙台市青葉区的青葉山的一座城（平山城），雅稱為「青葉城」，另有「五城楼」之名（→請參考仙台）。於2003年（平成15年）8月27日被指定為国之史跡。

## 歷史
江戶時代初期，由仙台藩初代藩主伊達政宗建造，為歷代藩主伊達氏的居城。直到廢藩置縣時才被拆卸。

## 當地資訊

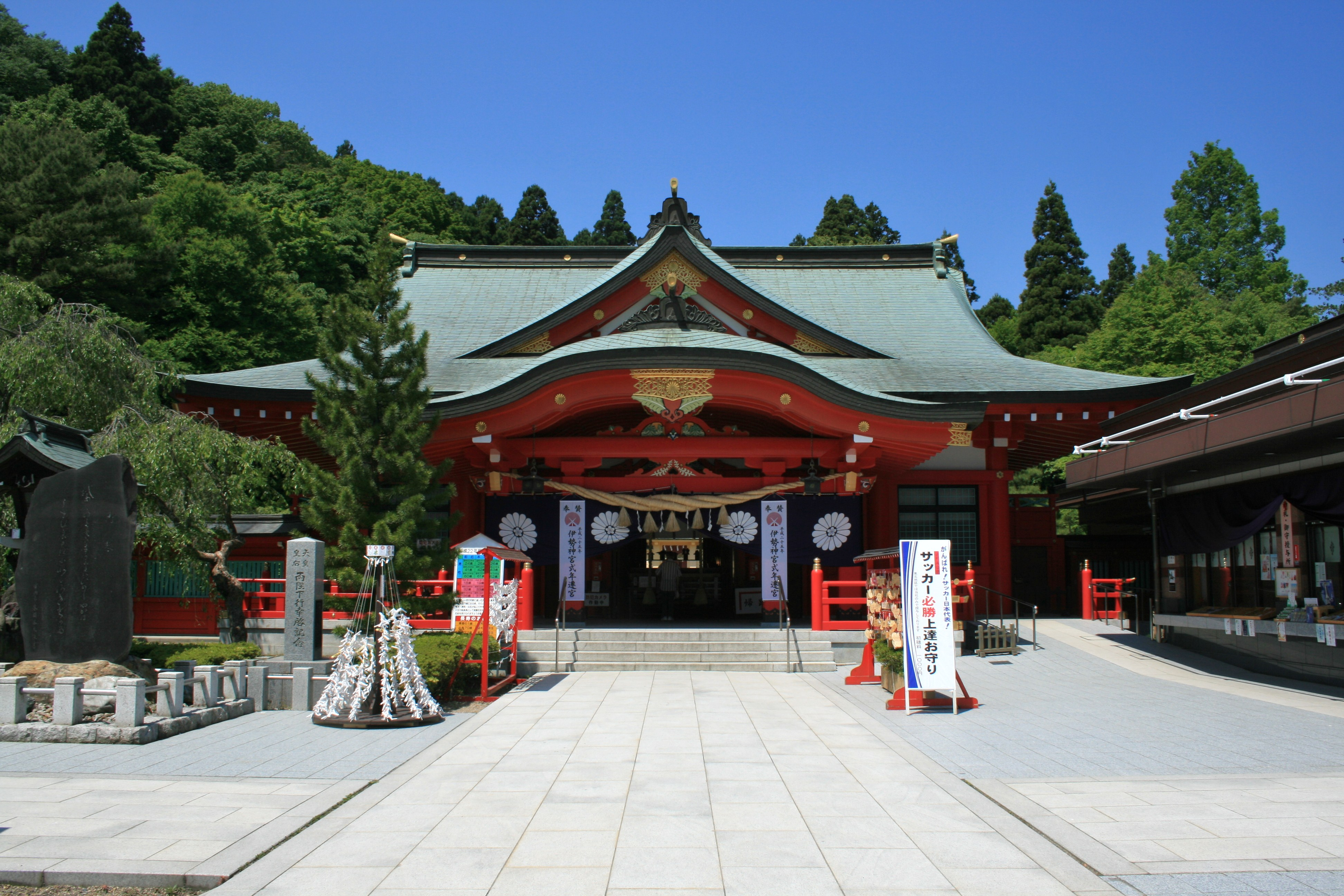
建於本丸舊址的宮城縣護國神社拜殿。

本丸的一部分和三之丸以及周邊地区為市屬的青葉山公園。除此之外以外的部分多由各所有者闢為公共空地、綠化。
- 本丸
  - 宮城縣護國神社（日语：宮城縣護國神社）
  - 仙台城見聞館
- 二之丸
  - 東北大學川内校園
- 三之丸
  - 仙台市博物館
- 馬場
  - 追迴住宅
- 御裏林（有城堡的水源御清水（おすず）及堀切跡等遺構）
  - 東北大学植物園
- 堀
  - 五色沼（日语：五色沼 (仙台市)）、長沼

雕像・碑文
- 伊達政宗騎馬像（本丸）
- 愛知揆一像
- 土井晩翠（日语：土井晩翠）像
- 「荒城之月」碑文

### 交通
- 所在地：仙台市青葉区川内1番地

- 東日本旅客鐵道（JR東日本）東北本線・東北新幹線仙台站下車。於（西口環線巴士）9番搭乘（仙台市營巴士，動物公園循環），約25分鐘後於「仙台城跡南」下車、徒步約5分；或於15番3搭乘，約20分鐘後於「仙台城跡」下車、徒步約3分。
- 本丸的付費停車場（普通車最多容納150輛，400日圓/時；觀光巴士1200日圓/時；單車100日圓/日）
下午6時之後的夜間免費

## 畫廊

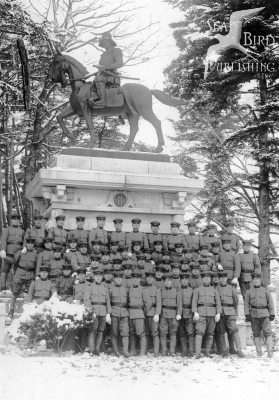
小室達（日语：小室達）作的（初代）伊達政宗騎馬像（攝於仙台城本丸，1940年5月）
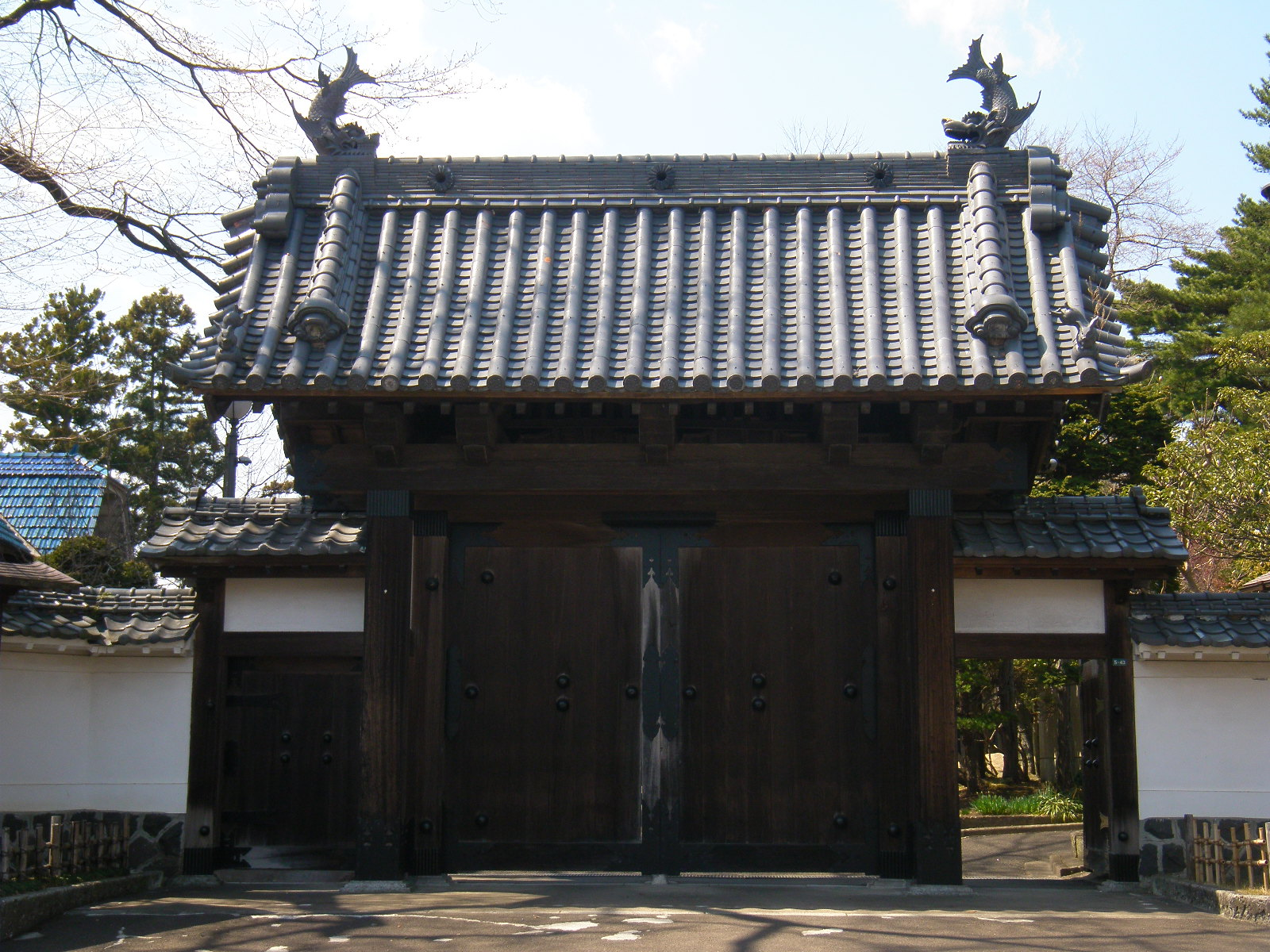
宮城縣知事公館（日语：宮城県知事公館）正門。傳為仙台城門之移築，原位置不明
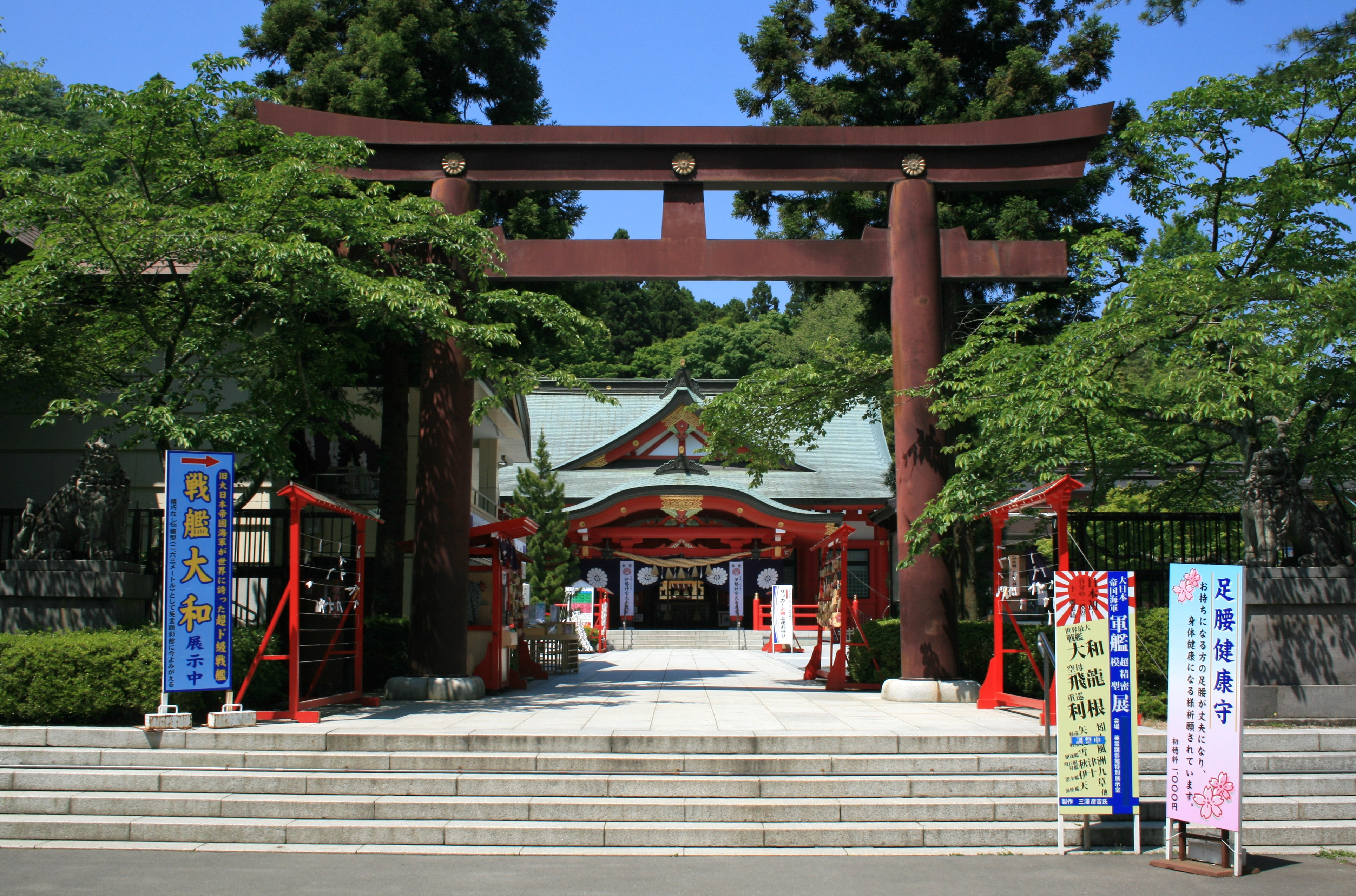
宮城縣護國神社（日语：宮城縣護國神社）正面大鳥居
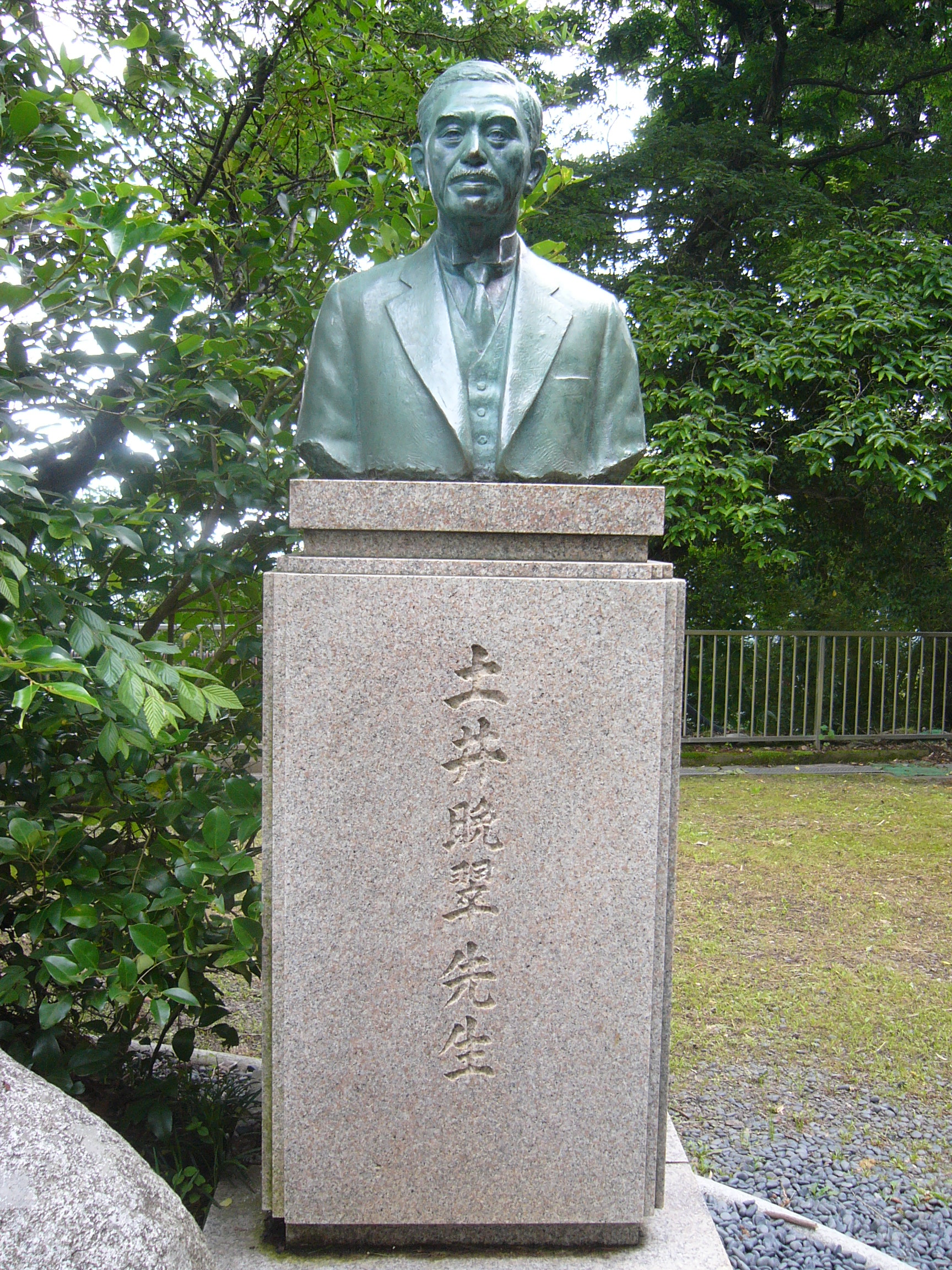
土井晩翠（日语：土井晩翠）銅像
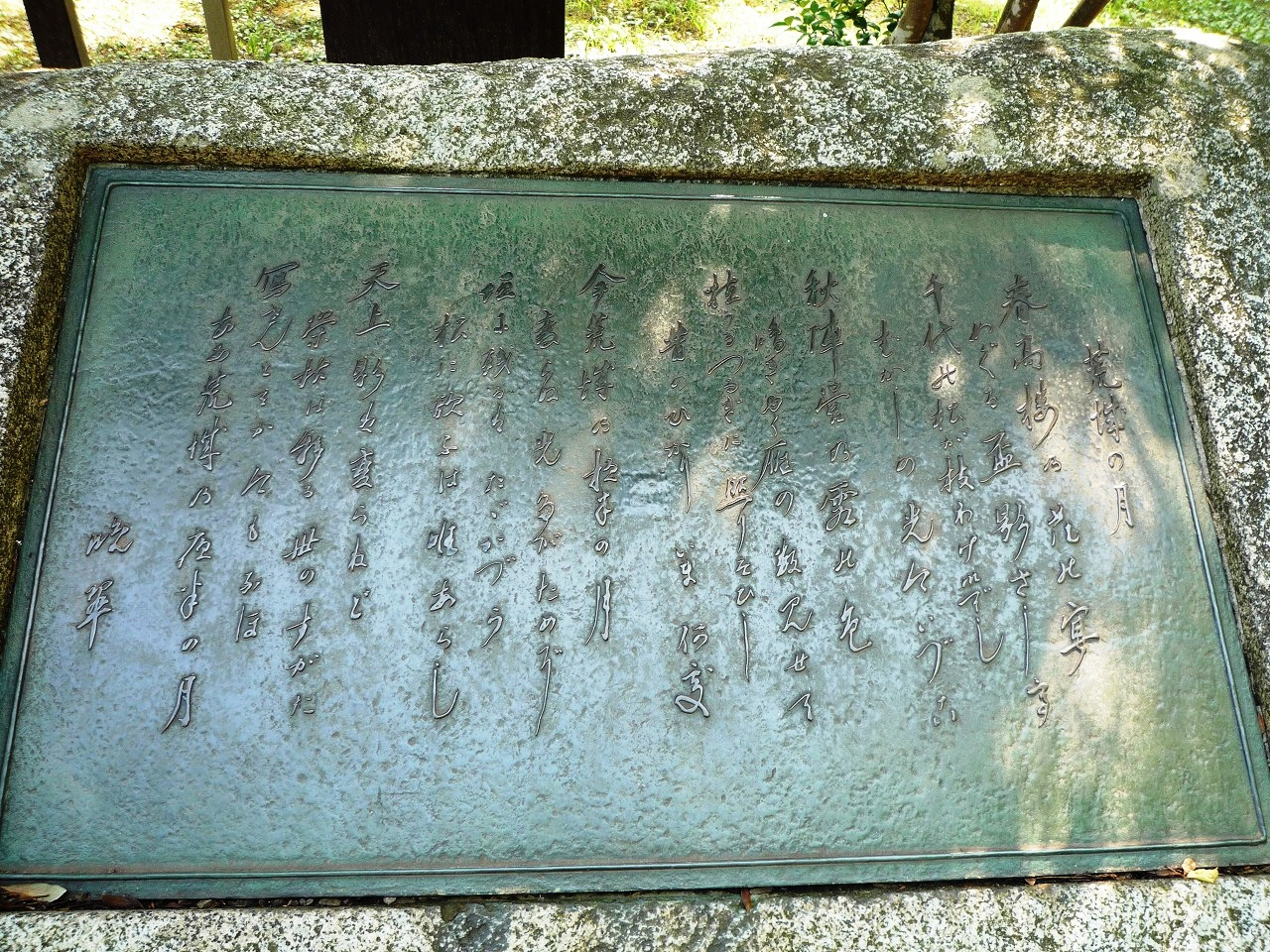
「荒城之月」碑文

## 外部連結
- （日語） （仙台市）
- （日語） （仙台市）
- （日語） （文部科学省文化廳）
- （日語） （公布了寅之門的照片）
- （日語）

38°15′09″N 140°51′22″E / 38.252478°N 140.856156°E